# 君島光輝
君島 光輝（きみじま みつき、1994年〈平成6年〉8月10日 - ）は、日本のタレント、女優。女性アイドルグループ・paletの元メンバーである。東京都葛飾区出身。プラチナムプロダクション所属、フリーランスを経てヒラタオフィス所属。愛称は、みっきー。

## 略歴
高校1年の時、プラチナムプロダクションにスカウトされタレント活動を始める。
2012年1月14日、前年暮れに佐久間夏帆が脱退し、9人組となっていた「ぱすぽ☆」（後に「PASSPO☆」に改名）の候補生として渋谷O-WESTに登壇。しかし同年3月31日に発表されたファン投票の結果、候補生の正規メンバー昇格者なしとされ、ぱすぽ☆への加入はならなかった。同年6月9日、paletのメンバーとして活動開始。グループ内の担当カラーは赤だった。
2015年6月21日、東京・恵比寿ザ・ガーデンホールで行われた「palet 3rd Anniversary Live 〜Time to Change〜」を以てpaletを卒業。
以降は女優・タレントとしての活動が主となっている。「オーネット」をはじめ11企業のCMの契約を全てオーディションで勝ち取っており、「令和のCM女王」と呼ばれる。
2024年10月1日、プラチナムプロダクションを前日9月30日を以て退所したことを自身のSNSで報告した。2025年1月、ヒラタオフィスに所属した。

## 人物
- 家族は両親と兄1人[19]。
- 札幌生まれ[2]だが、小学時代は鹿児島県[20]、中学時代は三重県[21]に住んでいた。中学時代は卓球部で副キャプテンを務めたことがある[22]。
- 高校時代の同級生にフィッシャーズのシルクロードがおり、同じクラスで席も前後だった。
- 歴代のpaletメンバーとしては唯一、血液型がAB型である。
- paletの活動開始と前後した頃には、「秋葉原化劇団」に参加し演技レッスンを受けたことがあった[23]。
- 宅地建物取引士と賃貸不動産経営管理士の資格を所持している[24]。

## 作品

### CD
- CRAZY『魔法なんかいらない』（2016年11月16日発売／スマイラルレコード）
ドラマ「CRAZY」主題歌。

## 出演

### テレビドラマ
- 猫とコワモテ（2016年1月2日、BSジャパン）
- HOPE〜期待ゼロの新入社員〜 第6話（2016年8月28日、フジテレビ）
- CRAZY（2016年10月5日 - 12月21日、TOKYO MX・サンテレビ） - 岩本美礼 役
- 人形佐七捕物帳 第一話「羽子板娘」（2016年10月4日、BSジャパン） - お蝶 役[25]
- ブラックスキャンダル 第5話（2018年11月2日、読売テレビ・日本テレビ）
- 竜の道 二つの顔の復讐者 第1話（2020年7月28日、関西テレビ・フジテレビ） - 竜二の同僚 役
- 刑事7人 SEASON 6 第4話（2020年8月26日、テレビ朝日）
- ほぼ日の怪談。第4話（2020年9月16日、ひかりTV・dTVチャンネル / テレビ神奈川）- 坂本美々 役
- セイレーンの懺悔 第2話（2020年10月25日、WOWOW）- 中田 役
- オー!マイ・ボス!恋は別冊で 第5話（2021年2月9日、TBS)  - イベントスタッフ 役
- スイートリベンジ 第3話・第4話（2021年4月6・13日/FOD、2021年9月14・21日/フジテレビ）- 里奈 役
- 婚姻届に判を捺しただけですが　第3話（2021年11月2日、TBS）
- ムチャブリ! わたしが社長になるなんて 第1話（2022年1月12日、日本テレビ）
- 精神分析医 氷室想介の事件簿〜超高層ビル密室殺人の謎〜（2022年2月26日、BS-TBS）- 「パノン」社員 役
- ソロ活女子のススメ2 第1話（2022年4月7日、テレビ東京） - ヘリクルーズ受付 役
- 汝の名 第3話（2022年4月20日、テレビ東京）
- ユニコーンに乗って 第8話（2022年8月23日、TBS）- 「ゲームアカデミア」の受付嬢 役
- ボーイフレンド降臨! 第4話（2022年11月5日、テレビ朝日）
- Sister 第7話（2022年12月1日、読売テレビ・日本テレビ）- みーたん 役[26]
- リエゾン -こどものこころ診療所- 第1話（2023年1月20日、テレビ朝日）- 東田加奈 役[27]
- 罠の戦争（2023年1月23日 - 3月27日、フジテレビ） - 鳥居陽 役
- ワタシってサバサバしてるから 第10話（2023年1月24日、NHK総合）[28]
- 大奥「5代・徳川綱吉×右衛門佐 編」第7回（2023年2月21日、NHK総合） - 徳川綱教 役[29]
- トリリオンゲーム 第3話（2023年7月28日、TBS） - 客 役
- 院内警察 第5話・最終話（2024年2月9日・3月22日、フジテレビ） - 看護師 役
- D&D〜医者と刑事の捜査線〜 第5話（2024年11月15日、テレビ東京） - 洋菓子店スタッフ 役[30]

### 配信ドラマ
- 新聞記者 第2話（2022年1月13日配信、Netflix）

### Webドラマ
- サイコウさんは最高です！（2024年11月22日 - 、BUMP） - 鈴木彩 役[31]

### バラエティ番組
- 激レアさんを連れてきた。（2022年2月7日、テレビ朝日）[32]

### 舞台
- 屋上ワンダーランド（2013年5月8日 - 12日、あうるすぽっと）[33]
- abc★赤坂ボーイズキャバレー 裏FINAL! 最後の充電!～自分に喝を入れて勝つ!～（2013年9月4日 - 8日、博品館劇場） - 糸井リカ 役[34]
- グッバイ・ジョーカー（2014年4月4日 - 9日、あうるすぽっと）[35]
- アンドキュメント（2015年1月20日 - 25日、赤坂RED/THEATER）[36]
- あかい、くつ。（2015年7月17日 - 20日、ザムザ阿佐谷）[37]
- KAJITSU -過日-（2015年9月11日 - 15日、あうるすぽっと）[38]
- アイドル甲子園シアター旗揚げ公演「AKIRA」（2015年9月29日 - 10月4日、シアターモリエール）[39]
- 西原理恵子演劇祭2016「女の子ものがたり」（2016年1月23日 - 24日、ABCホール / 2月3日 - 7日、東京芸術劇場ウエストホール）[40]
- 遙かなる時空の中で5 風花記（2016年8月11日 - 21日、全労済ホール／スペース・ゼロ） - 主演・蓮水ゆき 役[22][41]
- 放課後戦記（2016年10月5日 - 10日、新宿村LIVE）[42]
- エンブリオ（2017年5月17日 - 21日、シアターサンモール）[43]
- 宮崎理奈プロデュース舞台「不思議の国のカンタータ 〜泣き声混じりの空想歌〜」（2017年11月22日 - 26日、新宿村LIVE） - ノーマ 役（初演・再演）
- ミュージカル・リズムステージ「夢色キャスト」（2018年2月7日 - 11日、AiiA 2.5 Theater Tokyo） - ヒロイン・彩瀬まどか 役
- 劇団SUTTHINEE 第2回公演「カエデソウ」（2019年4月3日 - 7日、バルスタジオ） - 兎耳楓 役[44]
- 萬腹企画 7杯目「封印壊除」（2019年7月10日 - 15日、萬劇場） - みぞれ 役[45]
- 劇団SUTTHINEE 第3回公演「Value Live〜突然の無人島生活〜」（2019年8月7日 - 12日、バルスタジオ） - 阿久津麗子 役
- Get Back!!（2019年9月22日 - 29日、俳優座劇場）
- 銀河英雄伝説 Die Neue These～第三章 嵐の前～（2019年10月 - 11月、Zepp DiverCity TOKYO / Zepp Namba） - ヒルデガルド・フォン・マリーンドルフ 役
- 冒険者たちのホテル〜ドラゴンクエストXに集いし仲間たち〜（2019年12月、俳優座劇場） - みーこ 役

### 映画
- デスフォレスト 恐怖の森3・4（2015年・2016年） - 秋村里香 役
- それぞれの花（2022年11月4日）- ゆき 役
- 私が俺の人生!?（2024年7月19日） - 千田恭子 役[46]
- 49日の真実（2025年7月18日） - ゆり 役[47][48]

### CM
- イエローハット（2014年）
- ファミリーレストラン「ココス」（2016年 - ）
- トヨタ自動車「T-up」（2016年）
- JR東日本「JRE POINT」（2017年）[49]
- ビジュピコ「ブライダルジュエリー」（2017年）
- SEIKO「ルキア」（2020年）
- かっぱ寿司（2020年）
- 楽天マガジン（2020年）
- モスバーガー フォカッチャサンド「食べたら気分はアウトドア」篇（2021年）
- 『Honda Cars』新型ヴェゼル新CM「レポーターもアガる」篇
- 池田模範堂「アセムヒEX」
- NTT西日本「ICTで、いつかを、いまに。WONDERFUL ICT LIFE 篇」
- Kiri「自分にやさしく」
- 横浜銀行
- 「明治ザバスfor Woman MILK PROTEIN」
- DJI JAPAN
- オーネット
- アサヒ飲料「カルピスウォーターとななチキレッド（旨辛唐辛子）の甘辛無限ループ」（2024年）

### MV
- 松岡卓弥「タックル」（アルバム『My Past Collections T』[注 5]所収、2016年）[50]

### ラジオ
- まだまだゴチャ・まぜっ！〜集まれヤンヤン〜（2013年 - 2014年、MBSラジオ） - ヤンヤンガールズ
- 君島光輝の休息充電（2024年 - 、かつしかFM） - パーソナリティ[1]

### Webラジオ
- 田原俊彦 Double T Relax Time season16（2021年） - アシスタント[14]

### 雑誌
- 日本ツインテール協会
- 週刊ヤングマガジン
- 月刊ヤングマガジン
- girls vol.46（双葉社）